# Миронюк, Сергей Сергеевич
Серге́й Серге́евич Мироню́к (укр. Сергій Сергійович Миронюк, позывной — Мирон; 31 декабря 1984 — 24 июля 2023, возле Андреевки) — украинский военнослужащий, младший сержант, участник российско-украинской войны. Герой Украины (5 декабря 2024, посмертно).

## Биография
С началом полномасштабного вторжения России в Украину он добровольно присоединился к ТРО «Азов». В составе которого принимал участие в обороне Киева и Киевской области на протяжении марта-апреля 2022 года.
Затем в составе полка ССО «Азов-Киев». до конца августа 2022 года выполнял боевые задания на Запорожском направлении. Неоднократно отмечался в боях, за что получил заслуженное уважение от командования и побратимов. В июле 2022 года, вблизи населённого пункта Зелёное Поле Запорожской области, собрал штурмовую группу для штурма противника, постоянно обстреливавшего позиции. Возглавив группу, без потерь захватили укрепление россиян, которую впоследствии несколько недель успешно удерживали. В честь Сергея позиция была названа его позывным — «Мирон».
В составе 3-й отдельной штурмовой бригады. Участвовал в боевых действиях на Бахмутском направлении вблизи населённых пунктов Андреевка, Клещиевка, Белая Гора, Часов Яр, вдоль канала Северский Донец-Донбасс. 24 января 2023 года на позиции «Сумы» получил ранения и был эвакуирован.
Во время контрнаступления ВСУ участвовал в штурмовых операциях вдоль канала Северский Донец-Донбасс.
Его боевые успехи и успехи его подразделения стали легендарными и не могли быть незамеченными военными журналистами. О нём делали материалы в «Фактах», Юрий Бутусов и в интернет-издании «Цензор», нескольких западных изданиях. В его честь писали стихи. Даже в его батальоне, отмечая успехи и рвения Сергея, бойцы шутили, что создадут фан-клуб Мирона. Сам же он получил неофициальный статус «ас штурма».
24 июля 2023 года вблизи населённого пункта Андреевка Донецкой области и канала, во время выполнения задания по захвату укреплённого района россиян получил ранения несовместимые с жизнью.
Осталась жена и трое несовершеннолетних детей.

## Награды
- Звание «Герой Украины» с удостоением ордена «Золотая Звезда» (5 декабря 2024, посмертно) — за личное мужество и героизм, проявленные в защите государственного суверенитета и территориальной целостности Украины, верность военной присяге[6].
- Медаль «За военную службу Украине» (14 марта 2023) — за личное мужество и отвагу, проявленные в защите государственных интересов, укрепление обороноспособности и безопасности Украины[7].

## Память
- В память о Сергее, побратимы назвали свой взвод в его честь — взвод «Мирон».

- На территории Лисянского лицея № 2 установлена мемориальная доска[8].